# Montcarra
Montcarra är en kommun i departementet Isère i regionen Auvergne-Rhône-Alpes i sydöstra Frankrike. Kommunen ligger i kantonen La Tour-du-Pin som tillhör arrondissementet La Tour-du-Pin. År 2022 hade Montcarra 606 invånare.

## Befolkningsutveckling
Antalet invånare i kommunen Montcarra
Referens:INSEE